# Cyrtacanthacris tatarica
Cyrtacanthacris tatarica är en insektsart som först beskrevs av Carl von Linné 1758.  Cyrtacanthacris tatarica ingår i släktet Cyrtacanthacris och familjen gräshoppor.

## Underarter
Arten delas in i följande underarter:
- C. t. tatarica
- C. t. abyssinica

## Bildgalleri

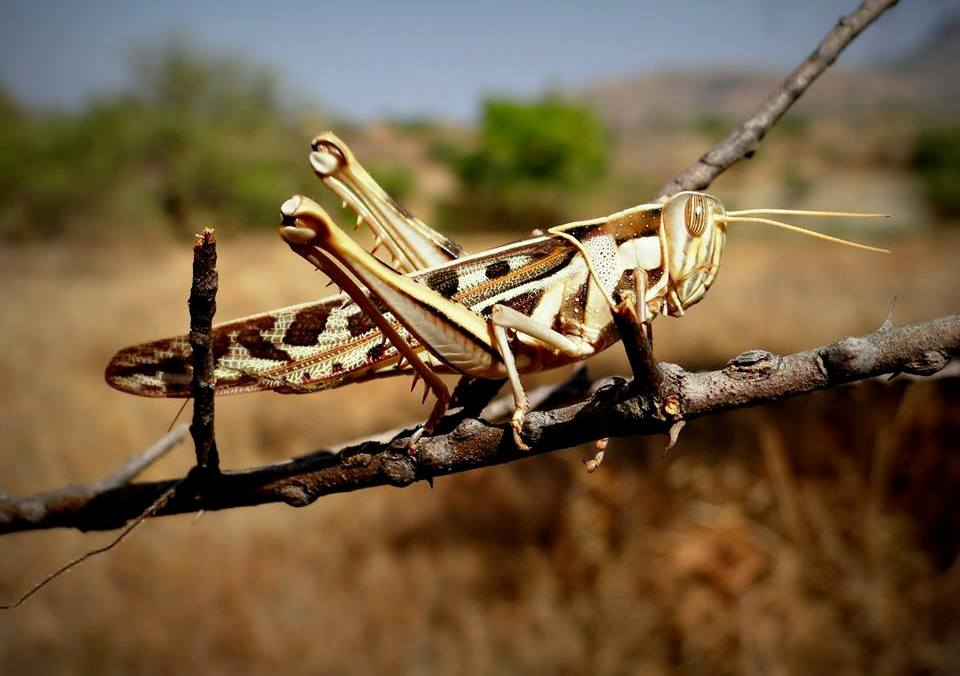
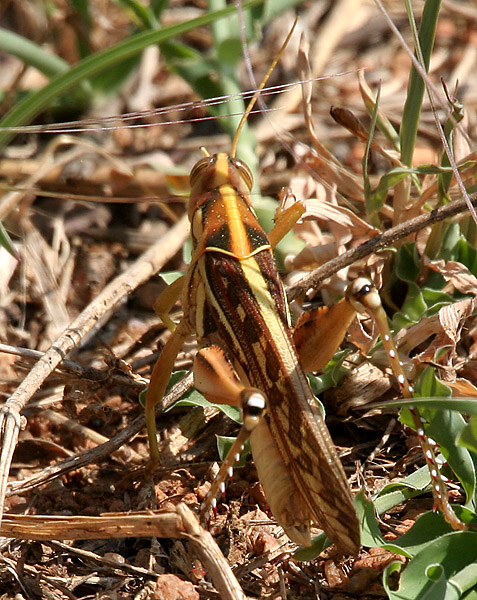
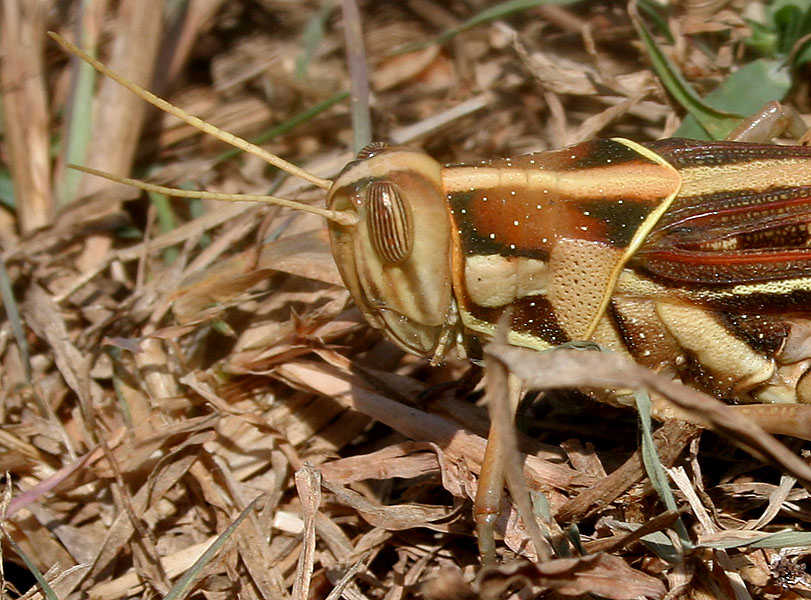
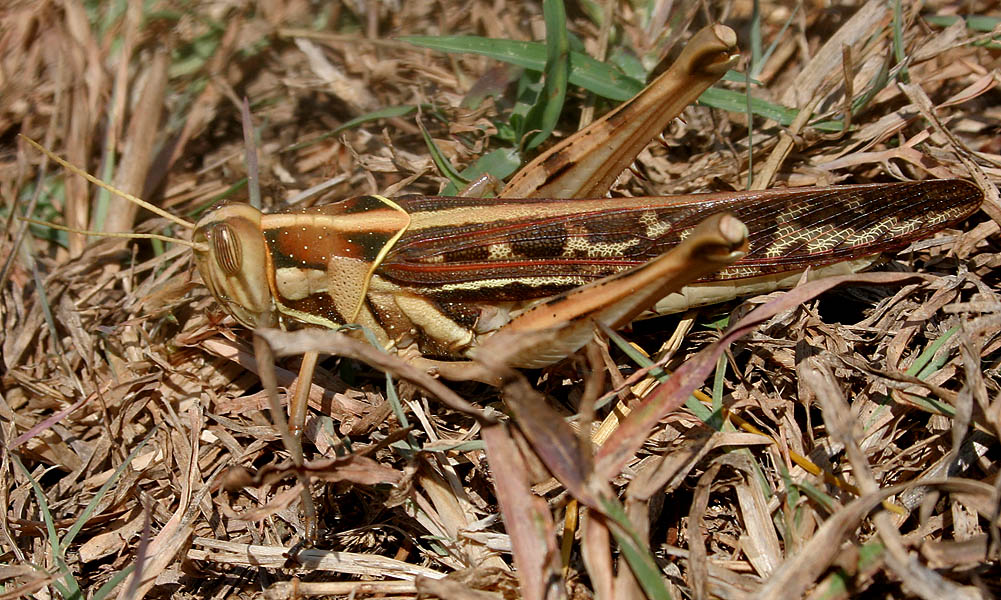
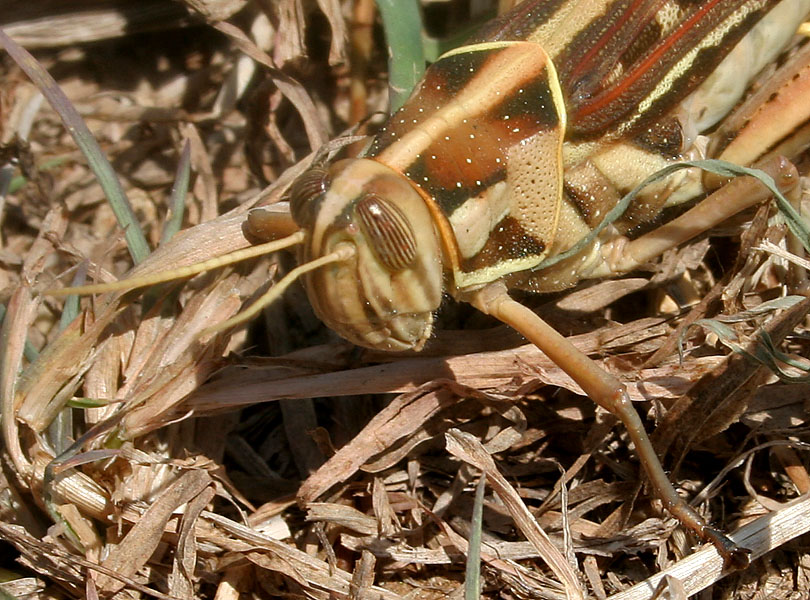
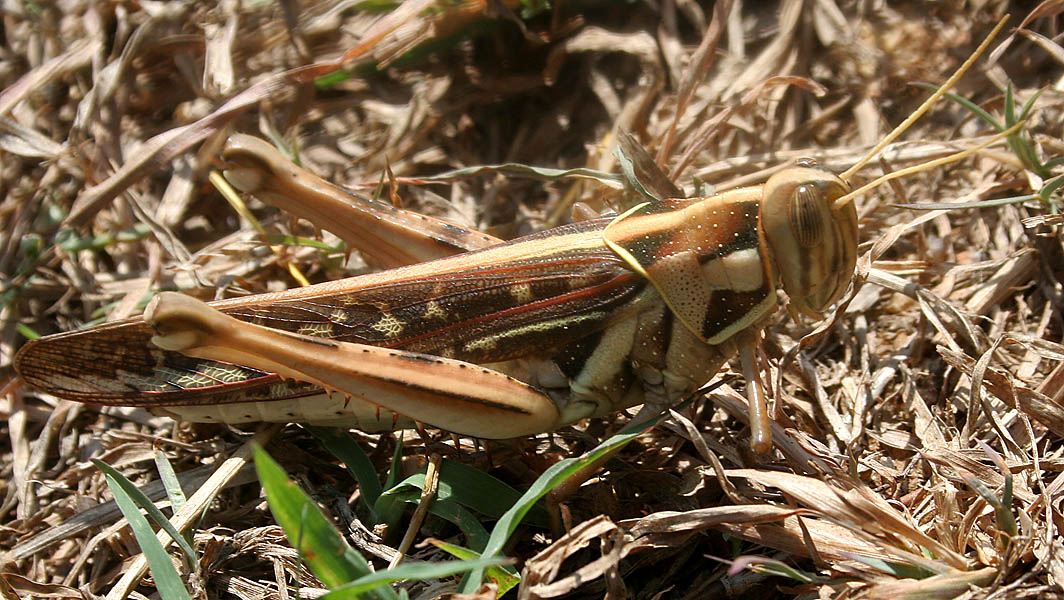